# Tom Philipp
Tom Philipp (* 26. prosince 1968 Praha) je český politik a lékař, přednosta Kliniky revmatologie a rehabilitace 3. lékařské fakulty Univerzity Karlovy a Fakultní Thomayerovy nemocnice, od roku 2021 poslanec Poslanecké sněmovny PČR, od roku 1994 zastupitel městské části Praha 12, v letech 2022 až 2024 místopředseda KDU-ČSL. V letech 2014 až 2018 působil také jako náměstek na Ministerstvu zdravotnictví ČR.

## Život
Po vystudování 2. lékařské fakulty Univerzity Karlovy začal v roce 1993 působit jako lékař v Thomayerově nemocnici.
Od února 2014 do ledna 2018 byl náměstkem ministra zdravotnictví ČR.

## Politické působení
V komunálních volbách v roce 1994 byl zvolen jako nestraník za KDU-ČSL na kandidátce subjektu „Koalice KDU-ČSL, KDS“ zastupitelem městské části Praha 12 (dříve Praha-Modřany). Mandát zastupitele městské části pak obhájil ve volbách v letech 1998 (nestraník za KDU-ČSL), 2002 (již jako člen KDU-ČSL), 2006 (jako člen KDU-ČSL na kandidátce subjektu „Změna pro Prahu 12 - Koalice politických stran KDU-ČSL a SZ“), 2010 (jako člen KDU-ČSL na kandidátce subjektu „Změna pro Prahu 12: Koalice politických stran KDU-ČSL a SZ a Suverenita - blok J. Bobošíkové, str.zdr.roz., KAN, ČPS a KS“), 2014 (jako člen KDU-ČSL na kandidátce subjektu „ZMĚNA PRO PRAHU 12 - KOALICE STRAN KDU-ČSL, KONZERVATIVNÍ STRANA, STRANA ZDRAVÉHO ROZUMU A NK: VÍME PŘESNĚ, CO ZMĚNIT“) a 2018 (jako člen KDU-ČSL na kandidátce subjektu „ZMĚNA PRO PRAHU 12 - KOALICE STRAN KDU-ČSL, KONS, STAN a NK“). V komunálních volbách v roce 2022 kandidoval do zastupitelstva Prahy 12 z 15. místa kandidátky subjektu „ZMĚNA PRO PRAHU 12 – KOALICE STRAN a NK: hnutí ZMĚNA PRO PRAHU 12, KDU-ČSL, hnutí STAN, KONZER. STRANA – VE VAŠICH SLUŽBÁCH“. Vlivem preferenčních hlasů však skončil třetí, a obhájil tak mandát zastupitele městské části. Je zastáncem liberálního konzervatismu.
V komunálních volbách v roce 2002 kandidoval také jako člen KDU-ČSL do Zastupitelstva hlavního města Prahy, ale neuspěl. Stejně tak ve volbách v roce 2006 (jako člen KDU-ČSL za subjekt „Koalice KDU-ČSL a Nestraníci“), ve volbách v roce 2010, ve volbách v roce 2014 (jako člen KDU-ČSL za subjekt „TROJKOALICE SZ, KDU-ČSL, STAN“) a ve volbách v roce 2018 (jako člen KDU-ČSL za subjekt „TOP 09 a Starostové (STAN) ve spolupráci s KDU-ČSL, LES a Demokraty Jana Kasla -"Spojené síly pro Prahu"“). Ani jednou však nebyl zvolen. V komunálních volbách v roce 2022 již do Zastupitelstva hlavního města Prahy nekandidoval.
Ve volbách do Poslanecké sněmovny PČR v roce 2006 kandidoval za KDU-ČSL v Praze, ale neuspěl. Zvolen nebyl ani ve volbách v letech 2010, 2013 a 2017.
Ve volbách do Poslanecké sněmovny PČR v roce 2021 kandidoval jako člen KDU-ČSL na 5. místě kandidátky koalice SPOLU (tj. ODS, KDU-ČSL a TOP 09) v Praze. Vlivem preferenčních hlasů skončil osmý, a se stal poslancem.
Na sjezdu KDU-ČSL v dubnu 2022 byl zvolen řadovým místopředsedou strany, získal 198 hlasů. Ve funkci skončil v říjnu 2024, když funkci řadového místopředsedy strany již neobhajoval.
Ve volbách do Poslanecké sněmovny PČR v roce 2025 kandiduje na 6. místě kandidátní listiny koalice SPOLU v Praze.